# 東京都立八王子盲学校
東京都立八王子盲学校（とうきょうとりつ はちおうじもうがっこう、英: Tokyo Metropolitan Hachioji School For The Blind）は、東京都八王子市に所在する、視覚障害のある児童・生徒を対象とした特別支援学校である。幼稚部、小学部、中学部、高等部が設置されている。
新校舎が令和10年（2028年）4月に完成予定であり、それまでは仮設校舎を使用して授業が実施される。

## 児童・生徒数
令和7年度
- 児童生徒数39名（幼稚部2名、小学部14名、中学部8名、高等部普通科8名、理療科7名）、全24学級[2]

## 通学区域
- 都内全域

## 部活動
- スポーツ部
- 音楽部[3]

## 寄宿舎
対象
- 小学部の児童から高等部理療科の生徒および知的障害特別支援学校に在籍する島しょ地区在住の生徒[4]

所在地
- 〒193-0931　東京都八王子市台町3-17-18

## 主な卒業生
- 日向賢（2020年東京パラリンピック・5人制サッカー日本代表）[5]

## 歴代校長
| 代 | 氏名       | 就任年月日       |
| -- | ---------- | ---------------- |
| 1  | 武藤文吾   | 昭和5年4月15日   |
| 2  | 田和諦観   | 昭和6年10月15日  |
| 3  | 深沢洋治郎 | 昭和10年1月10日  |
| 4  | 木村高明   | 昭和28年12月11日 |
| 5  | 清水慧     | 昭和40年4月1日   |
| 6  | 伊藤真三郎 | 昭和45年4月1日   |
| 7  | 井地清太郎 | 昭和51年4月1日   |
| 8  | 中野昂     | 昭和55年4月1日   |
| 9  | 宮澤春好   | 昭和63年4月1日   |
| 10 | 星川勝     | 平成3年4月1日    |
| 11 | 板倉捷重   | 平成5年4月1日    |
| 12 | 坂本俊二   | 平成10年4月1日   |
| 13 | 皆川春雄   | 平成14年4月1日   |
| 14 | 後藤新平   | 平成17年4月1日   |
| 15 | 座間幸男   | 平成21年4月1日   |
| 16 | 國松利津子 | 平成26年4月1日   |
| 17 | 山岸直人   | 平成31年4月1日   |
| 18 | 安田咲登子 | 令和4年4月1日    |
| 19 | 田島由紀子 | 令和6年4月1日    |

## アクセス
- JR中央線・西八王子駅から徒歩約10分